# Decapterus macarellus

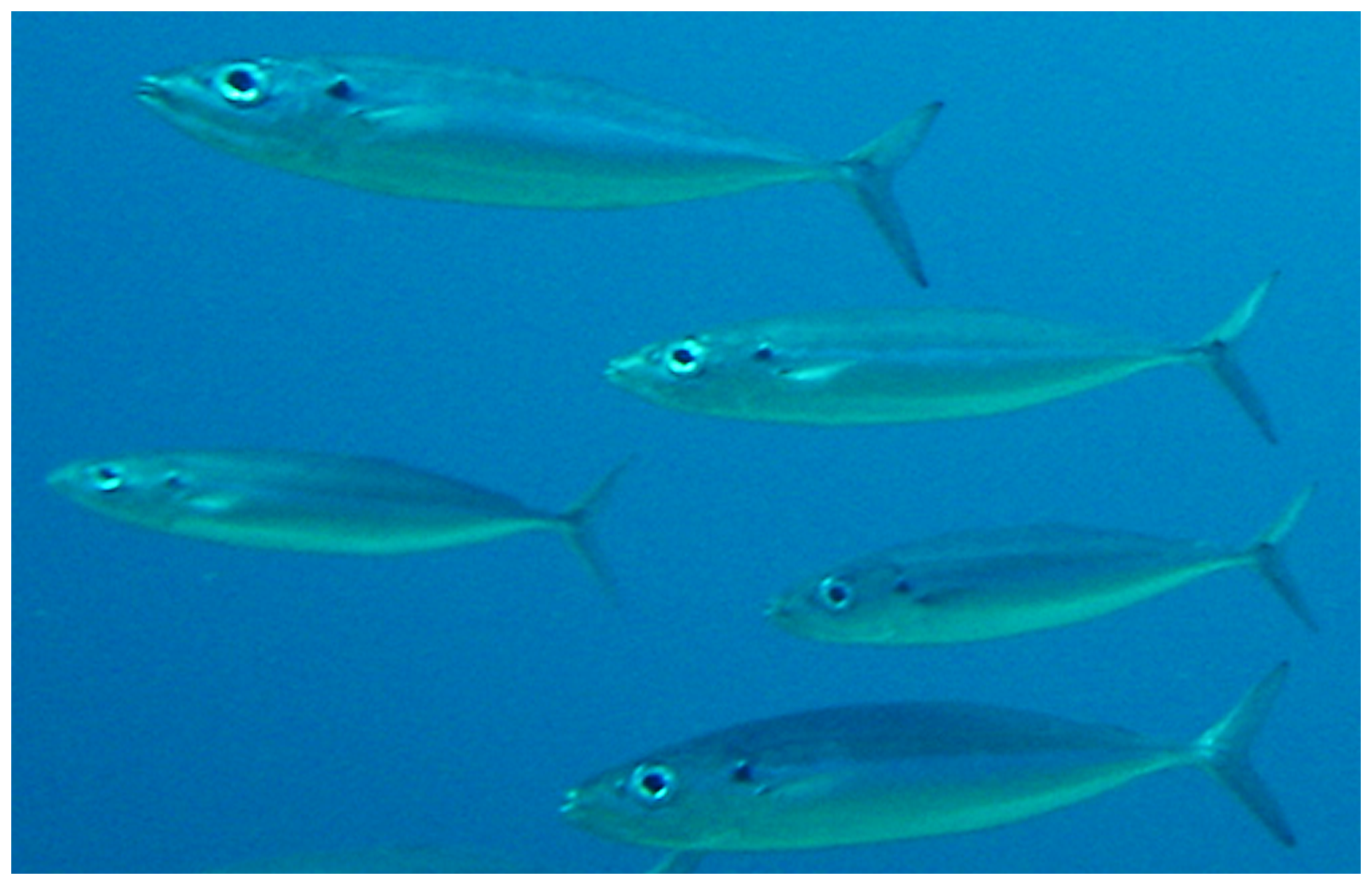
Cardume de D. macarellus nas proximidades do Saba Bank.

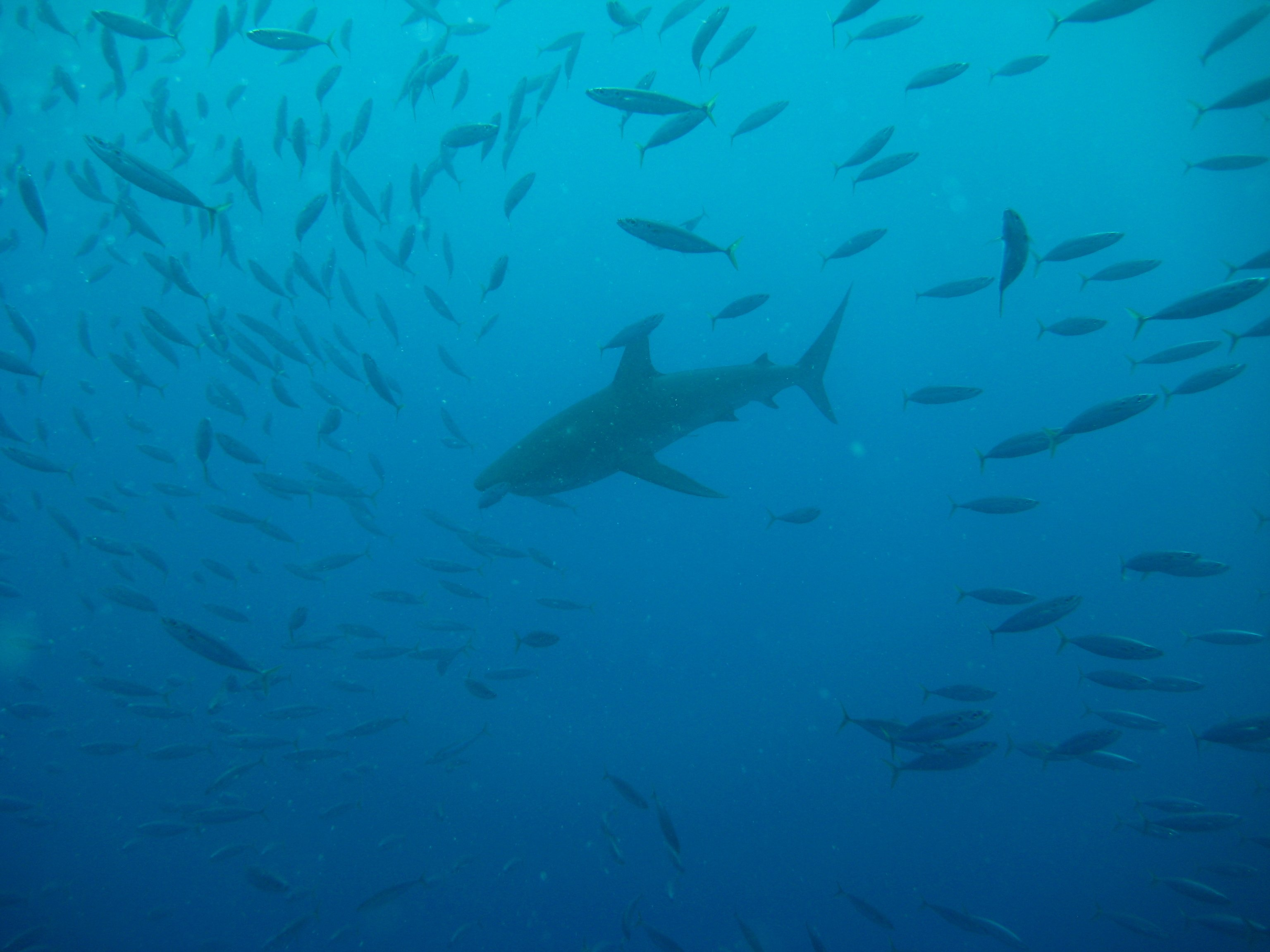
Cardume de D. macarellus a evitar um tubarão, a norte de Oahu, Hawaii.

Decapterus macarellus (G. Cuvier, 1833), conhecida pelos nomes comuns de cavalinha-de-reis ou cavalinha-do-reis, é uma espécie de peixes pelágicos da família Carangidae. Com distribuição natural alargada nas regiões tropicais e subtropicais de todos os oceanos, a espécie é por vezes capturada na pesca lúdica e é utilizada como isco na pesca comercial.

## Descrição
O comprimento máximo registado para a espécie é de 46 cm. O corpo elongado aparenta ser cilíndrico quando em vista frontal, sendo a espécie identificada pela presença de uma pequena barbatana isolada, localizada entre as barbatanas dorsal e caudal. A espécie apresenta 9 espinhas e 31-36 raios na sua barbatana dorsal e 7 espinhas e 27-30 raios na sua barbatana anal.
As barbatanas apresentam coloração azul-esverdeada a negra, com reflexos metálicos e a região ventral é esbranquiçada. a margem do opérculo apresenta uma pequena mancha negra, mas não há manchas ao longo da linha lateral. As barbatanas caudais são avermelhadas a verde-amarelado.

## Distribuição e habitat
A espécie tem distribuição natural circuntropical, estando presente em vastas áreas de todos os oceanos. No Atlântico ocidental, onde é frequente, distribui-se desde as costas da Nova Escócia e Bermuda, para sul até ao litoral do Rio de Janeiro, apesar de ser pouco comum no Golfo do México. No Atlântico oriental distribui-se desde a ilha de Santa Helena, ilha da Ascensão e o arquipélago de Cabo Verde até ao Golfo da Guiné, aos arquipélagos dos Açores e Madeira. No Oceano Índico, ocorre no Mar Vermelho e Golfo de Aden até às costas da África do Sul, ilhas Mascarenhas, Seychelles e Sri Lanka. No Oceano Pacífico, foi assinalado ao largo da ilha Revillagigedo, no Golfo da Califórnia e na costa do Equador.
A FAO considera a espécie nativa nas costas do Atlântico nordeste e noroeste, em ambas as costas do Atlântico Central, no Mar Mediterrâneo e no Mar Negro, nas costas subtropicais de ambas as margens do Atlântico Sul, no Oceano Índico ocidental e oriental e no noroeste, centro oeste, centro leste e sudoeste do Oceano Pacífico.
Nas regiões subtropicais a espécie ocorre até aos 400 m de profundidade. Prefere águas límpidas e ocorre frequentemente em torno de ilhas e atóis. Apesar de ser por vezes capturado junto à superfície, prefere profundidades entre 40 m e 200 m. A espécie alimenta-se principalmente de zooplâncton.
A espécie é capturada frequentemente na pesca lúdica e desportiva, sendo também relativamente importante no contexto da pesca comercial. Apesar da maioria das capturas se destinarem a uso como isco, pode ser directamente utilizda na alimentação humana, embora sejam conhecidos casos em que transmitiu a ciguatera. Como isco é utilizada na captura dos grandes peixes pelágicos que naturalmente se alimentam da espécie.
A espécie é utilizada na preparação de kusaya (くさや), um prato tradicional das ilhas Izu (伊豆諸島, Izu-shotō) que consiste numa iguaria confeccionada com peixe fermentado.